# イースト・ロンドン
イースト・ロンドン（英語: East London）は、南アフリカ共和国東ケープ州バッファローシティー都市圏にある地区。人口は約27万人（2011年国勢調査）で、バッファローシティー都市圏では最も多い。
2000年の自治体再編までは独立した都市であった。

## 歴史
南アフリカで唯一の河港として建設され、もとはポート・レックスと呼ばれていた。1938年12月22日、付近のカルムナ川の河口の沖合で現生のシーラカンスが発見された。

## 地理
バッファロー川とナホーン川の間に位置し、インド洋に面している。

## 産業
自動車産業など。独・ダイムラーの工場があり、メルセデス・ベンツ Cクラスを生産し、日本、英国、北米などへ輸出している。

## 交通
- キング・ファーロ空港（英語版） - 2021年2月まではイースト・ロンドン空港（East London Airport）と呼ばれた[3]

## 観光
- イースト・ロンドン動物園
- イースト・ロンドン博物館　この博物館の学芸員へ最初に現生のシーラカンスが連絡された
- オリエント・シアター(南アフリカのボクシング主要会場の一つ)

## スポーツ
- クリケット
- モトクロス

## 著名な出身者
- マーク・バウチャー
- 熊谷幸子